# Nadagarodes camura
Nadagarodes camura är en fjärilsart som beskrevs av James John Joicey och Talbot 1917. Nadagarodes camura ingår i släktet Nadagarodes och familjen mätare. Inga underarter finns listade i Catalogue of Life.